# Nombre del punto de acceso
Un Nombre del Punto de Acceso, también conocido por las siglas  APN (del inglés Access Point Name), es un nombre que se atiene al convenio de sistema de nombres de dominio (DNS) y que al resolverlo el DNS le proporciona una dirección IP (a este proceso se le llama Resolución de APN) que provee el servicio de acceso a una red de datos de comunicación inalámbrica externa (por ejemplo la de un proveedor de telefonía móvil). Por tanto cada dispositivo móvil (por ejemplo un teléfono móvil o un módem USB), tiene que tener definido el APN a usar para que pueda acceder a una red de datos basada en GPRS o estándares posteriores como 3G y 4G.
Hay que hacer notar que la red externa a la que permite el acceso un APN puede ser pública (como las de proveedores de telefonía móvil) o privadas. Si es privada entonces sólo a los que se les permita acceder a esa red compartirán los recursos de la misma. Observar que esto es distinto al concepto de VPN en el que los recursos de la red son compartidos entre los distintos usuarios manteniendo la noción de privacidad entre ellos. En una APN la privacidad obtenida es el resultado de no compartir recursos con otros usuarios. Posibles ventajas de tener una APN privada (APN para acceder a red externa privada) son que permite autenticar a los que se intentan conectar, por ejemplo con un usuario y contraseña, se pueden usar direccionamientos privados y permite que esos direccionamientos no sean accesibles desde internet y así evitar ataques de denegación de servicio.

## Estructura
Un APN consta de dos partes:
1. Identificador de Red (Network Identifier): define la red externa a la que el GPRS Support Node (SGSN o GGSN) está conectado. Opcionalmente, también puede incluir el servicio solicitado por el usuario. Esta parte del APN es obligatoria.
2. Identificador del Operador (Operator Identifier): define los paquetes de dominio de la red específica del operador en que se encuentra el GGSN. Esta parte del APN es opcional. El Mobile Country Code (MCC) o "código móvil de país" y el Mobile Network Code (MNC) o "código de red móvil", identifican de manera única a un operador de red móvil.

## Ejemplos
Los APN pueden ser variados y son usados en redes públicas o privadas. Por ejemplo:
- grancompania.mnc140.mcc334.gprs
- internet.mnc140.mcc334.gprs
- internet.compania.com
- tuwap.com
- Internet (este APN no contiene un operador)
- prepaid internet (este APN no contiene un operador y contiene un

espacio)
- Nauta